# Перью, Роберт
Роберт «Боб» Стран Перью (англ. Robert "Bob" Strahan Perew; 5 августа 1923, Филадельфия, Пенсильвания — 14 ноября 1999, Дентон, Техас) — американский гребец, выступавший за сборную США по академической гребле в конце 1940-х годов. Бронзовый призёр летних Олимпийских игр в Лондоне, победитель и призёр многих студенческих регат. Офицер Военно-морских сил США, участник Второй мировой войны.

## Биография
Роберт Перью родился 5 августа 1923 года в Филадельфии, штат Пенсильвания.
Детство провёл в Буффало и Уэст-Палм-Бич. Учился в старшей школе Lafayette High School в Буффало, окончив её в 1941 году. В это время увлёкся академической греблей, состоял в гребном клубе «Уэст-Сайд» в Буффало.
Во время Второй мировой войны служил в Военно-морских силах США, находился на тихоокеанском театре военных действий — являлся офицером по связи на подводной лодке USS Thornback (SS-418).
После войны занимался академической греблей во время учёбы в Йельском университете в Нью-Хейвене, состоял в местной гребной команде «Йель Булдогс», неоднократно принимал участие в различных студенческих регатах, в частности в восьмёрках выигрывал традиционные регаты «Восточные спринты» и «Йель — Гарвард».
Наивысшего успеха в гребле на международном уровне добился в сезоне 1948 года, когда вошёл в основной состав американской национальной сборной и благодаря череде удачных выступлений удостоился права защищать честь страны на летних Олимпийских играх в Лондоне. В составе экипажа-четвёрки без рулевого в финале пришёл к финишу третьим позади команд из Италии и Дании — тем самым завоевал бронзовую олимпийскую медаль.
Окончил университет в 1949 году, получив степень в области инженерной механики. Впоследствии работал по специальности в компаниях General Electric, Electric Boat (кораблестроительное подразделение корпорации General Dynamics), York International.
Оставался большим поклонником гребного спорта: более 40 лет прожил на берегу пролива Лонг-Айленд, входил в организационный комитет традиционной университетской регаты «Йель — Гарвард» — за всё время не пропустил ни одной гонки.
Умер 14 ноября 1999 года в Дентоне, штат Техас, в возрасте 76 лет.